# Alentejo masztiff
Az alentejo masztiff portugál kutyafajta. Származási helye Alentejo régió, innen kapta a nevét is.

## Eredete
Ezeket a kutyákat alapvetően őrző-védő szerepkört tudtak magukénak. A nyár folyamán a legelő állatok őrzésére használták. Eredetileg Anatólia területéről származhatott. Olyan törzsek használhatták, amelyek pásztorkodásból keresték a kenyerüket. A 19. század végére Rafeiro Do Alentejo néven vált ismertté.

## Tulajdonságai
Óriástestű, erős eb. Nagyszerűen őrzi a házat és védelmezi az állatokat. Éjszakai beállítottságú, nappal kevesebbet mozog. Általában nyugodt fajta.

## Leírás
- Súly: hím: 50–60 kg, szuka: 45–55 kg
- Magasság: hím: 66–75 cm, szuka: 64–70 cm
- Élettartam: 10-12 év
- Etetés: napi 500-600 g táp
- Alom száma: 3-5 kölyökkutya[4]

## Ápolása
Nem igényel túl sok ápolást. Szőrének vágása nem szükséges. Füleit, szemeit bizonyos időközönként tisztítani kell. Három-négy hetente fürdetni kell.